# Andrea Anastasi

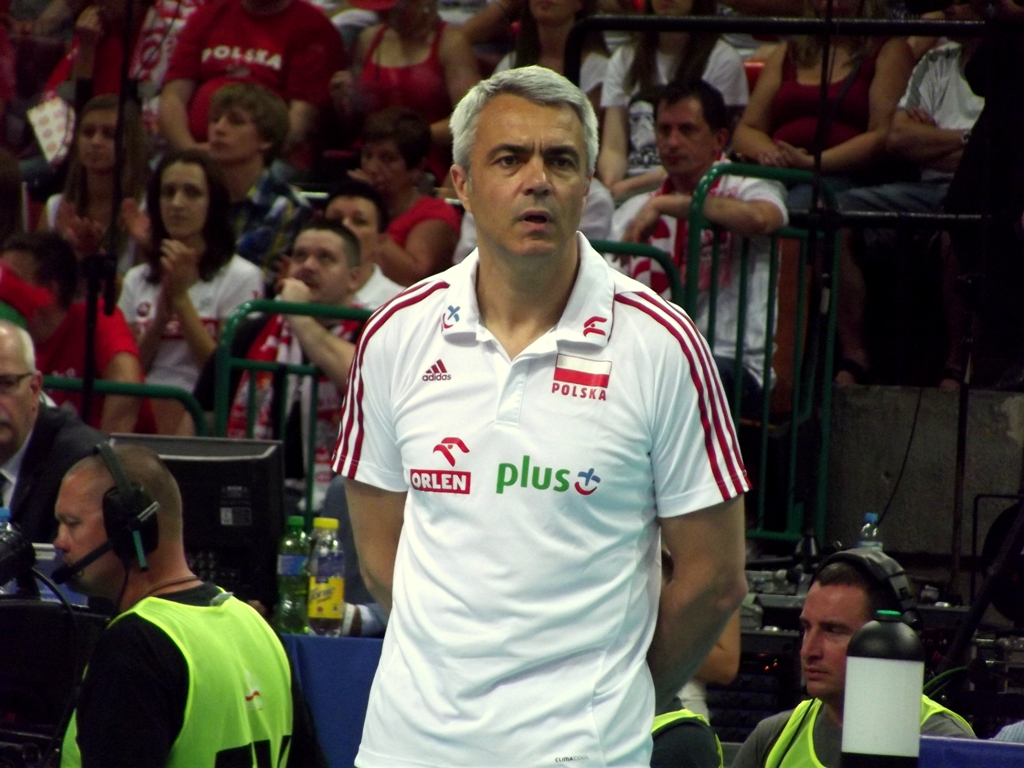
Andrea Anastasi trenerem reprezentacji Polski

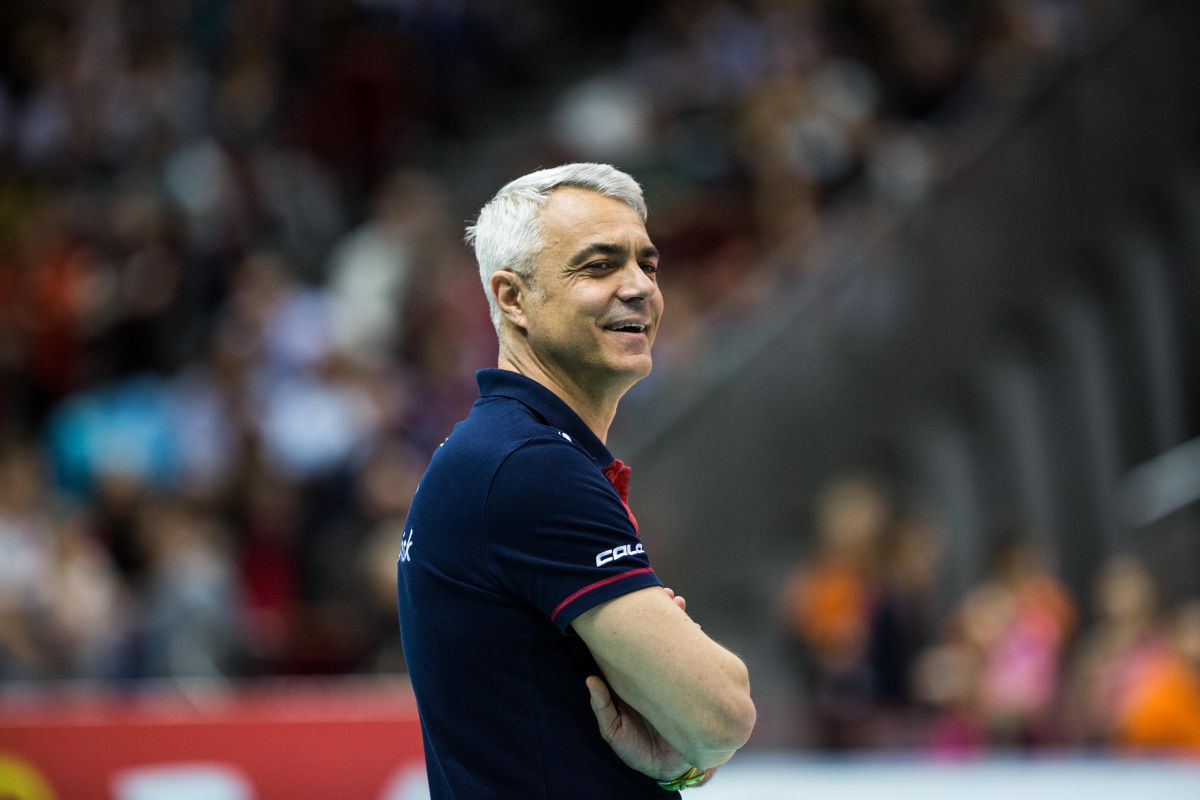
Andrea Anastasi trenerem Trefla Gdańsk

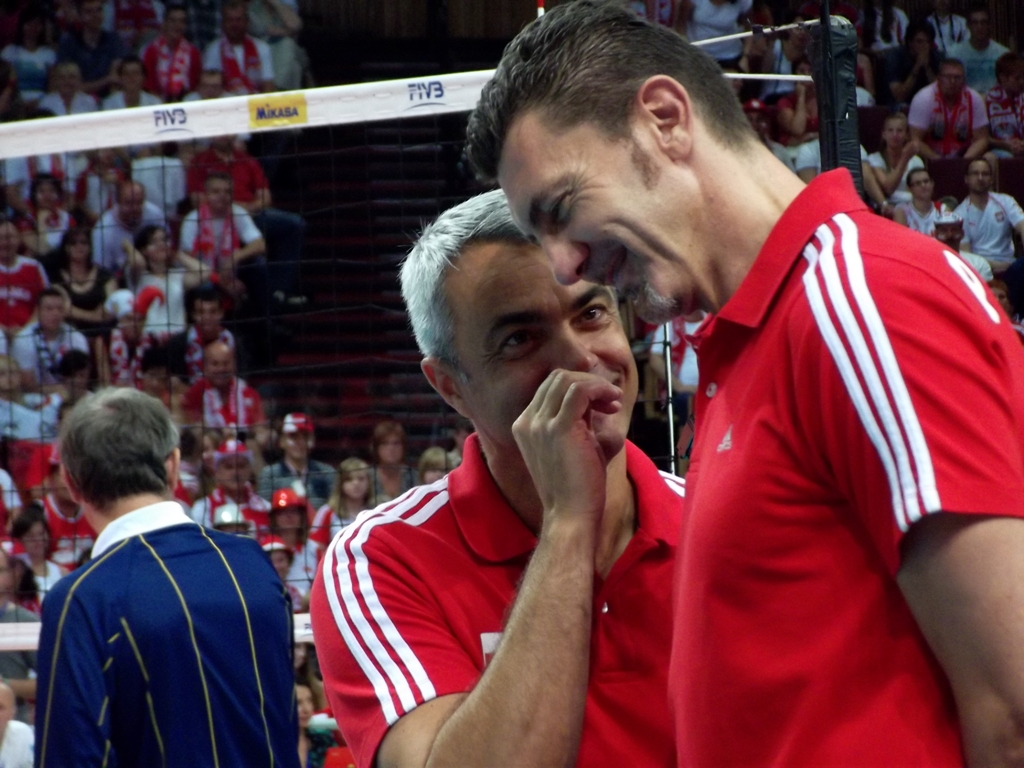
Andrea Anastasi (I trener) i Andrea Gardini (asystent trenera) reprezentacji Polski

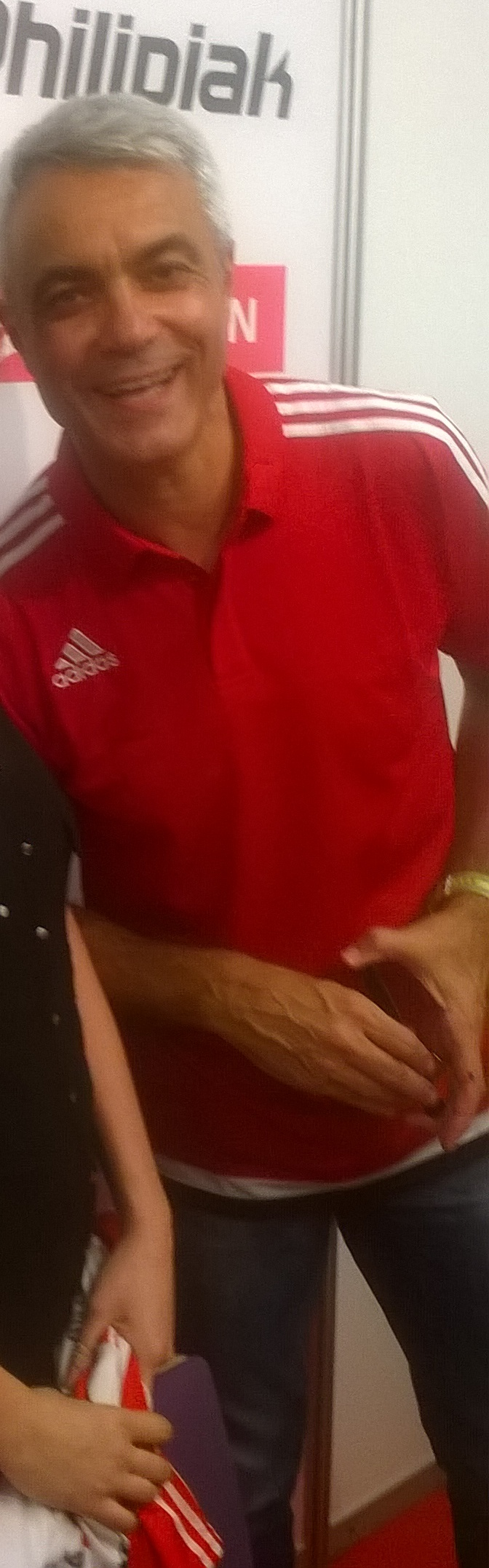
Andrea Anastasi na spotkaniu z kibicami przed Meczem Gwiazd - Pożegnanie Pawła Zagumnego w katowickim Spodku, 11 września 2016

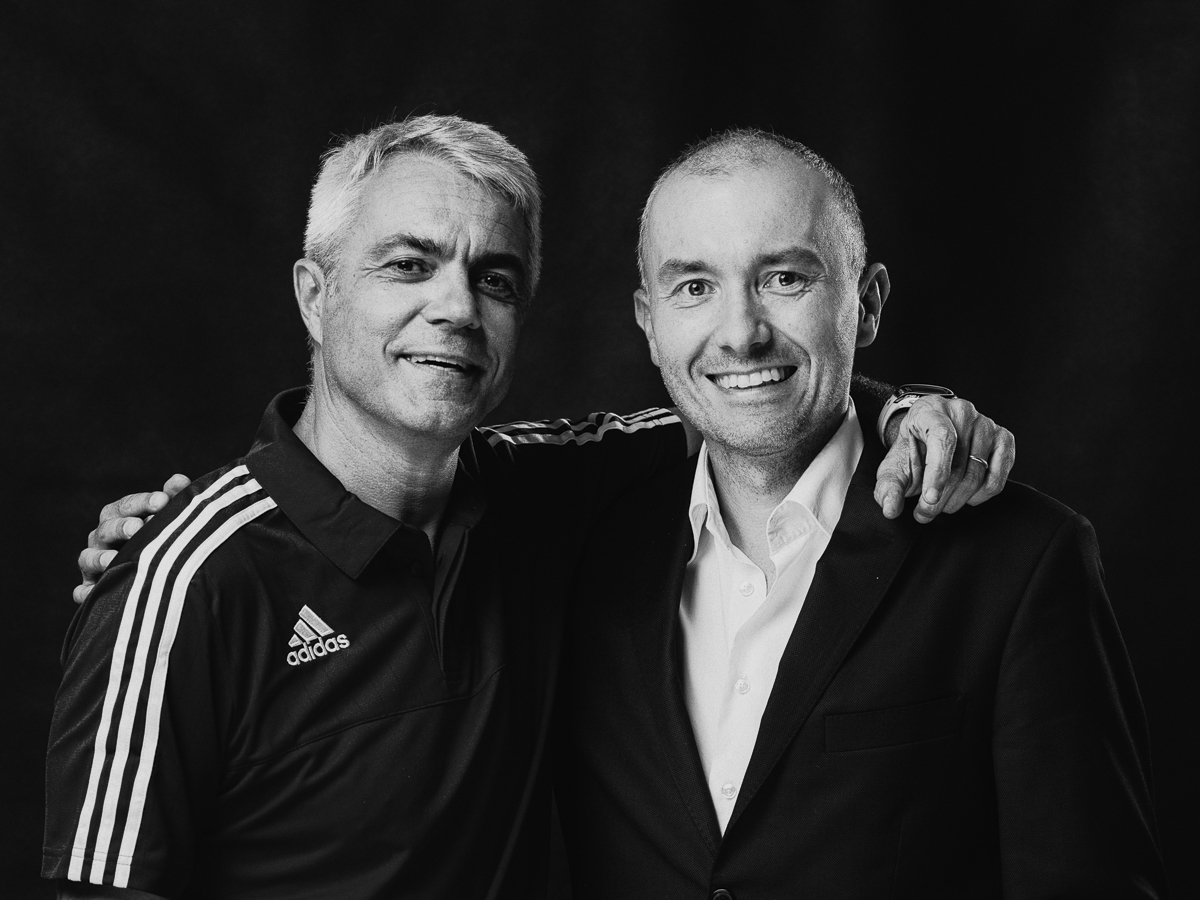
Andrea Anastasi w Fundacji Alei Gwiazd Siatkówki z Arkadiuszem Jaśkowskim

Andrea Anastasi (ur. 8 października 1960 w Poggio Rusco) – włoski siatkarz i trener siatkarski. Gdy był zawodnikiem grał na pozycji przyjmującego. W latach 2011–2013 selekcjoner męskiej reprezentacji Polski. 

## Kariera zawodnicza
W latach 1981–1991 rozegrał 141 spotkań w reprezentacji Włoch, grając na pozycji przyjmującego. Karierę sportową zakończył w 1993.
W 1989 wygrał z Włochami mistrzostwa Europy, a w 1990 mistrzostwa świata.

### Sukcesy klubowe
Liga włoska:
- 1981

Puchar CEV:
- 1983, 1986, 1991

Puchar Europy Zdobywców Pucharów:
- 1990

### Sukcesy reprezentacyjne
Mistrzostwa Europy:
- 1989

Puchar Świata:
- 1989

Liga Światowa:
- 1990, 1991

Mistrzostwa Świata:
- 1990

## Kariera trenerska
Po zakończeniu czynnego uprawiania siatkówki w 1993 zaczął pracować jako trener. Jest uczniem argentyńskiego trenera Julio Velasco. Z sukcesami prowadził kilka klubów włoskich i w latach 1999–2003 reprezentację Włoch, z którą zdobył mistrzostwo Europy w 1999 roku, wicemistrzostwo Europy w 2001 roku, brązowy medal na Igrzyskach Olimpijskich w Sydney oraz dwukrotnie wygrywając Ligę Światową w 1999 i 2000 roku. Na mistrzostwach Europy w 2007 roku z reprezentacją Hiszpanii zdobył tytuł mistrzów Europy. Po tym sukcesie wrócił do pracy z reprezentacją Włoch. Jednak tym razem bez większych sukcesów (4. miejsce na Igrzyskach Olimpijskich w Pekinie, 10. miejsce na mistrzostwach Europy w Turcji oraz 4. miejsce na mistrzostwach świata we Włoszech). Po MŚ 2010 przestał być trenerem reprezentacji Włoch. Jego następcą został Mauro Berruto. Anastasi wyraził następnie gotowość poprowadzenia reprezentacji Polski. 3 lutego 2011 decyzją Zarządu PZPS został wybrany na trenera męskiej siatkarskiej reprezentacji Polski. 23 lutego podpisał kontrakt. Pierwszy rok pracy z reprezentacją Polski przyniósł trzy medale na wszystkich możliwych imprezach międzynarodowych w 2011 roku (brąz Ligi Światowej, brąz mistrzostw Europy i srebro w Pucharze Świata). W następnym roku zdobył z reprezentacją złoty medal Ligi Światowej oraz dotarł z nią do ćwierćfinału igrzysk olimpijskich w Londynie, gdzie przegrał z Rosją 0:3. Tym samym pierwszy raz od objęcia przez jego funkcji trenera reprezentacji Polski zespół nie zdobył medalu na turnieju międzynarodowym. Rok później polscy siatkarze zawiedli w Lidze Światowej, zajmując dopiero 11. miejsce, co było najgorszą lokatą w historii występów w Lidze Światowej. Słabo również Polacy spisali się na mistrzostwach Europy, gdzie reprezentacja odpadła w barażach o wejście do ćwierćfinału z Bułgarią 2:3. 24 października 2013 roku został zwolniony z funkcji selekcjonera reprezentacji Polski.
Od 2014 do 2019 roku trener Trefla Gdańsk, z którym zdobył Puchar Polski 2015, wicemistrzostwo Polski 2015 i brązowy medal mistrzostw Polski 2018. W 2018 zdobył z Treflem ponownie Puchar Polski. W 2019 roku otrzymał Medal św. Wojciecha za wybitne sukcesy siatkarzy Trefla, rozsławiające Gdańsk w świecie. Od 2019 do 2022 był szkoleniowcem Onico/Projektu Warszawa, z którą zdobył brązowy medal mistrzostw Polski.
| Lata                      | Drużyna                      |
| 1994–1995                 | Bipop Brescia                |
| 1995–1999                 | Gabeca Fad Montichiari       |
| 1999–2002                 | Włochy                       |
| 2003–2005                 | Noicom Brebanca Cuneo        |
| 2005–2007                 | Hiszpania                    |
| 2007–2010                 | Włochy                       |
| 2011–2013                 | Polska                       |
| 2014–2019                 | Trefl Gdańsk                 |
| 2018                      | Belgia                       |
| 2019–2022                 | Projekt Warszawa             |
| 2022–2023                 | Sir Safety Susa Perugia      |
| 2023–2025 (do 18.02.2025) | Gas Sales Bluenergy Piacenza |

### Sukcesy klubowe
Puchar Polski:
- 2015, 2018

Liga polska:
- 2015
- 2018, 2021

Superpuchar Polski:
- 2015

Superpuchar Włoch:
- 2022

Klubowe Mistrzostwa Świata:
- 2022

### Sukcesy reprezentacyjne
Reprezentacja Włoch
Liga Światowa
- 1999, 2000
- 2001
- 2003

Mistrzostwa Europy
- 1999
- 2001

Puchar Świata
- 2003
- 1999

Igrzyska Olimpijskie
- 2000

Reprezentacja Hiszpanii
Liga Europejska
- 2007

Mistrzostwa Europy
- 2007

Reprezentacja Polski
Liga Światowa
- 2012
- 2011

Mistrzostwa Europy
- 2011

Puchar Świata
- 2011

## Biografie
W Polsce wydano dwie biografie Antastasiego. W 2012 roku opublikowano utwór "Anastasi. Krasnal, który stał się gigantem" autorstwa Adelio Pistelliego. Natomiast w 2019 roku trener wraz z dziennikarzem Kamilem Składowskim stworzyli biografię „Andrea Anastasi. Licencja na trenowanie”.